# Иванищево (Московская область)
Иванищево — деревня в Орехово-Зуевском муниципальном районе Московской области. Входит в состав сельского поселения Ильинское. Население — 10 чел. (2010).

## Расположение
Деревня Иванищево расположена в юго-западной части Орехово-Зуевского района, примерно в 36 км к югу от города Орехово-Зуево и недалеко от Егорьевского шоссе. По северной окраине деревни протекает река Шувойка. Высота над уровнем моря 131 м.

## История
В 1926 году деревня входила в Устьяновский сельсовет Ильинской волости Егорьевского уезда Московской губернии.
До 2006 года Иванищево входило в состав Ильинского сельского округа Орехово-Зуевского района.

## Население
В 1926 году в деревне проживало 404 человека (174 мужчины, 230 женщин), насчитывалось 92 хозяйства, из которых 68 было крестьянских. По переписи 2002 года — 16 человек (4 мужчины, 12 женщин).
| 1926 | 2002 | 2006 | 2010 |
| ---- | ---- | ---- | ---- |
| 404  | ↘16  | ↗17  | ↘10  |